# 마하마두 은디아예
마하마두 봄바 은디아예(Mahamadou Bamba N'Diaye, 1990년 7월 21일 ~ )는 말리의 축구 선수이다.